# موزه تاریخ طبیعی و تنوع زیستی کرمانشاه
موزه تاریخ طبیعی و تنوع زیستی کرمانشاه یکی از موزه‌های شهر کرمانشاه است که به اداره کل حفاظت محیط زیست استان کرمانشاه تعلق دارد و در ساختمان این اداره واقع در خیابان بنت‌الهدی این شهر قرار گرفته‌است. این موزه در سال ۱۳۸۵ خورشیدی تأسیس شده‌است.

## مکان موزه
موزهٔ تاریخ طبیعی و تنوع زیستی در بخشی از ساختمان ادارهٔ کل حفاظت محیط زیست استان کرمانشاه قرار دارد. ابراهیم رضایی بابادی در فروردین ۱۳۹۴ خواهان ساخت مکانی برای موزهٔ تاریخ طبیعی و تنوع زیستی شد.

## اشیای موزه
نمونه‌هایی از حیوانات و پرندگان تاکسیدرمی‌شده که برخی از آن‌ها مربوط به گونه‌های نادر هستند در این موزه نگهداری شده و در معرض دید قرار گرفته‌اند.

## بازدید از موزه
موزهٔ تاریخ طبیعی و تنوع زیستی کرمانشاه مورد بازدید علاقه‌مندان به ویژه دانشجویان و پژوهش‌گران در زمینهٔ محیط زیست، تاریخ طبیعی، زیست‌شناسی و باستان‌شناسی قرار دارد. دانشجویان و دانش‌آموزان زیادی از طرف مدارس و دانشگاه‌ها برای بازدید جمعی به این موزه می‌آیند. هرساله در روز ۵ ژوئن (۱۶ خرداد) به مناسبت روز جهانی محیط زیست بازدید از این موزه به صورت رایگان صورت می‌گیرد.